# Alfred Schachtzabel

Alfred Schachtzabel 1913/14 in Angola

Alfred Schachtzabel (* 24. April 1887 in Halle; † 15. Januar 1981 in Saarbrücken) war ein deutscher Ethnologe, Afrikaforscher und Kurator am Berliner Völkerkundemuseum. Das wesentliche Ereignis seines Berufslebens stellte eine Forschungsreise nach Angola in den Jahren 1913 und 1914 dar, die er als der erste professionelle Völkerkundler in diesem Land unternahm und deren Ergebnisse er 1923 in einem teilweise aus ethnographischen Beschreibungen und eher unterhaltenden Geschichten bestehenden Werk veröffentlichte.

## Leben
Alfred Schachtzabels Vater Emil Schachtzabel war in Halle an der Saale Magistratssekretär, später Magistrats-Obersekretär. An der Städtischen Oberrealschule von Halle bestand er 1906 die Reifeprüfung und begann anschließend an der dortigen Universität Völkerkunde zu studieren. Zu Beginn seines Studiums wurde er 1906 Mitglied der Burschenschaft Salingia Halle (seit 1979 Alte Hallesche Burschenschaft Rhenania-Salingia zu Düsseldorf). Urkundlich belegt ist, dass ihm von September 1907 bis September 1909 das Magdeburger Landesstipendium für das Studium in Halle zugesprochen wurde. Später wechselte Schachtzabel an die Universität Leipzig zu Karl Weule und Karl Lamprecht. Weule hatte 1904 den Fachbereich Völkerkunde von der Geographie getrennt und als eigenständige Disziplin etabliert. Im April 1911 wurde Schachtzabel mit seiner Arbeit Die Siedlungsverhältnisse der Bantu-Neger promoviert. Seit 1911 war er Mitglied der Berliner Gesellschaft für Anthropologie, Ethnologie und Urgeschichte.
Vom Oktober 1910 bis zum April 1911 vertrat Schachtzabel den Leiter der prähistorischen Abteilung des Museums für Völkerkunde in Leipzig. Nach Abschluss des Studiums wurde er noch im selben Jahr als wissenschaftlicher Mitarbeiter in der Afrikanisch-Ozeanischen Abteilung des Berliner Völkerkundemuseums angestellt. Der Leiter dieser Abteilung, Bernhard Ankermann, hatte von Oktober 1907 bis Mai 1909 die erste, vom Berliner Völkerkundemuseum veranstaltete Forschungs- und Sammelreise ins Grasland von Kamerun unternommen. Schachtzabel wurde mit der Durchführung einer entsprechenden zweiten Reise betraut, die nach Angola führen sollte.
Im Frühjahr 1913 reiste Schachtzabel von Berlin ab und bestieg am 10. April in Lissabon ein Schiff, das ihn nach Lobito in der angolanischen Provinz Benguela brachte. Die eigentliche Expedition begann am 13. Mai 1913 von der landeinwärts gelegenen Stadt Huambo aus und verlief im Wesentlichen ohne größere Schwierigkeiten. Als Schachtzabel bereits auf dem Rückweg war, brach der Erste Weltkrieg aus und er wurde von den Portugiesen verdächtigt, ein Spion zu sein. Am 19. November 1914 nahm man ihn vorübergehend fest und brachte ihn nach Luanda in die Hauptstadt der portugiesischen Kolonie Angola. Nach seiner Freilassung fuhr Schachtzabel nach Lissabon zurück, wo er am 17. Dezember 1914 ankam und zunächst festsaß, weil er nicht nach Deutschland weiterreisen konnte. Am 11. Januar 1915 durfte er Portugal in Richtung Spanien verlassen. Zunächst hielt sich Schachtzabel in Madrid auf, bis er im Februar 1917 als Leiter der Pressestelle des Auswärtigen Amtes in Valencia angestellt wurde. Im selben Monat heiratete er Helene Marcus, die Tochter des in Lissabon ansässigen, deutschen Reeders Otto Marcus. Nach dem Ende des Krieges im November 1918 konnte das Paar nicht sogleich, sondern erst im folgenden Jahr nach Deutschland heimkehren.
Im Oktober 1919 nahm Schachtzabel seine bisherige Tätigkeit am Berliner Völkerkundemuseum auf und wurde vermutlich wenig später zum Kurator befördert. Im Jahr 1925 ging Bernhard Ankermann als Leiter der Abteilung Afrika und Ozeanien in den Ruhestand und Schachtzabel wurde sein Nachfolger als Direktor der nunmehr selbständigen Abteilung Afrika, die aber schon 1927 wieder zur größeren Abteilung zusammengelegt wurde. Spätestens seit 1926 hielt Schachtzabel völkerkundliche Vorlesungen an der Berliner Universität, obwohl es dort bis nach dem Ende des Zweiten Weltkrieges keinen eigenen Lehrstuhl oder ein Institut für Völkerkunde gab.
Außer der Dissertation und den in zwei Fassungen 1923 und 1926 herausgegebenen Ergebnissen seiner Angolareise sind so gut wie keine weiteren Veröffentlichungen von Schachtzabel bekannt. Auch die von Beatrix Heintze (1995) gesammelten biografischen Angaben werden ab den 1930er Jahren spärlich. Am 1. Mai 1933 trat Schachtzabel in die NSDAP ein. Von 1925 bis 1939 war auch Schachtzabels 15 Jahre jüngerer Kollege und ebenfalls NSDAP-Mitglied Hermann Baumann in der Afrika-Abteilung des Museums für Völkerkunde in Berlin angestellt. Weil Baumanns angestrebtes Ziel, die Kustodenstelle der Abteilung, durch Schachtzabel besetzt war, ließ er sich stattdessen mit dem Aufbau einer neuen Eurasien-Abteilung betrauen, welche in die Ideologie einer Osterweiterung des Deutschen Reiches passte.
Im Jahr 1936 wurde Schachtzabel wegen eines mehrere Jahre dauernden Verfahrens vorübergehend beurlaubt. Man warf ihm undeklarierten Devisenbesitz vor, der in der Zeit des Nationalsozialismus außerordentlich streng bestraft wurde. Seine „Schuld“ bestand darin, dass er und seine Familie von den wohlhabenden Schwiegereltern aus dem Ausland Geldbeträge übersandt bekamen, die er laut Anklageschrift von 1937 „...nicht der Reichsbank angeboten hat.“ Erst 1939 wurde das Verfahren eingestellt.
Um sich darüber auszutauschen, wie „die völkerkundliche Wissenschaft der deutschen Kolonial-, insbesondere Eingeborenenpolitik“ am besten dienstbar sein kann, fand am 22./23. November 1940 die „Arbeitszusammenkunft deutscher Völkerkundler in Göttingen“ statt. Einer der acht Redner war Schachtzabel und unter den Zuhörern saß neben einem Gesandten des Reichsministeriums für Wissenschaft, Erziehung und Volksbildung auch ein Vertreter des Nationalsozialistischen Deutschen Dozentenbundes, bei dem Schachtzabel offenbar einen so guten Eindruck hinterließ, dass die Reichsdozentenführung ihn als Leiter des Instituts für Kulturmorphologie in Frankfurt vorschlug. Dort sollte er die Nachfolge des 1938 verstorbenen Leo Frobenius antreten. Das Hauptamt Wissenschaft benützte das Verfahren gegen Schachtzabel, um diesen zu diskreditieren und befürwortete stattdessen Wilhelm Emil Mühlmann. Keiner der beiden bekam letztlich die Stelle, die während des Krieges kommissarisch von Karin Hahn-Hissink geleitet und erst 1945 mit dem politisch unbelasteten Adolf Ellegard Jensen neu besetzt wurde. Schachtzabel hingegen erhielt wegen seiner NSDAP-Vergangenheit nach dem Zweiten Weltkrieg keine Anstellung mehr, auch zur ersten Tagung der Deutschen Gesellschaft für Völkerkunde in Frankfurt 1946 wurde er (wie auch Baumann) nicht eingeladen. In seinem Fachgebiet war Schachtzabel seitdem nicht mehr tätig. Als Privatier lebte er bis ins Alter von 94 Jahren in Berlin und Saarbrücken.

## Werk und die Reise nach Angola
Schachtzabel galt in der Fachwelt als typischer Kolonialethnologe, dessen Arbeitsschwerpunkt eine angewandte Völkerkunde bildete, deren Resultate für die koloniale Verwaltung Afrikas von Nutzen sein sollten. Theoretische Erörterungen zum Fachgebiet kommen in Schachtzabels Veröffentlichungen nicht vor. Entsprechend gab er seinem Vortrag in Göttingen den Titel Angewandte Völkerkunde in Afrika. Durch die genaue Kenntnis der geistigen und materiellen Kulturen sollte die langsame Erziehung des Kontinents möglich werden. Diese Vorstellung, die bereits in der Dissertation von 1911 enthalten ist, äußerte er vor dem Hintergrund seiner Überzeugung, „daß Deutschland zu seinem Weiterbestehen unbedingt Kolonien braucht und bis zur einstigen Erfüllung dieser Notwendigkeit den kolonialen Gedanken wacherhalten muß.“ Zeittypische Vorurteile und abschätzige Wertungen vermochte er auch nach siebzehnmonatigem Afrikaaufenthalt nicht durch ein grundsätzliches Verständnis für die beobachteten gesellschaftlich-kulturellen Phänomene zu ersetzen, weshalb des Öfteren Stereotypen wie diese in seine Betrachtungen einfließen: „Gedankenlosigkeit beim Handeln ist ein hervortretender Charakterzug des Negers, allerdings noch verstärkt durch seine angeborene Faulheit.“ Obwohl er stets den Kontakt zu Afrikanern suchte und – zu deren Erstaunen – wo es möglich war, in afrikanischen Dörfern und nicht in den Siedlungen der Europäer übernachtete, fiel es ihm schwer, das Vertrauen der Einheimischen zu gewinnen, sodass er oftmals kulturelle Hintergründe nicht in Erfahrung bringen konnte. Besonders beklagt er die Scheu der Frauen, wenn er sie zu fotografieren versuchte. Die im Land lebenden Portugiesen kritisiert er ebenfalls und hält sie für wenig engagiert und die Kolonialverwalter für hauptsächlich an ihrer eigenen Bereicherung interessiert, lediglich für das Werk der Missionare findet er durchweg lobende Worte.
Aus Schachtzabels Dissertation ist herauszulesen, dass er Portugiesisch sprach. Möglicherweise besaß er bereits vor seiner Reise private Kontakte nach Portugal, die ihn bewogen, Angola als Reiseziel auszuwählen. Seine Reise fand in der Zeit zwischen dem Beginn der deutschen Kolonialerwerbungen 1884 in Afrika und dem Ende des Ersten Weltkrieges statt, als zahlreiche deutsche Expeditionen den Kontinent für nationale Interessen erforschten. Schachtzabels Reise fällt aus diesem Rahmen, da sie nicht durch Gebiete führte, auf die Deutschland Anspruch erheben konnte. Die Reise erfolgte im Auftrag des Berliner Völkerkundemuseums und hatte das vornehmliche Ziel, die ethnographische Sammlung des Museums zu erweitern, wobei Schachtzabel in seiner mit Reise im Bezirk Benguella betitelten schriftlichen Zusammenfassung „das Studium der Eingeborenen des Distrikts“ in den Vordergrund stellte. Der bleibende Wert seines Reiseberichts liegt darin, dass er für einige Regionen, die auch nachfolgend kaum erforscht wurden, die früheste und teilweise wertvollste Quelle darstellt. Dies gilt vor allem für das Gebiet der Ganguela im Südosten des Landes, wo der praktisch ununterbrochen von 1961 bis 2002 andauernde Bürgerkrieg in Angola die von Schachtzabel vorgefundene Kultur nahezu vollständig zerstörte. Insgesamt entsprach die Organisation seiner Reise jedoch mehr den Expeditionen des 19. Jahrhunderts als einer modernen ethnologischen Feldforschung. Da er nicht im Auftrag einer Kolonialverwaltung unterwegs war und sich nicht weiter in wissenschaftlichen Veröffentlichungen äußerte, erreichte er mit den beiden Buchausgaben zwar hohe Auflagen, sein Werk blieb aber ansonsten ohne nennenswerten Einfluss.
Anfang Mai 1913 fuhr Schachtzabel mit der Eisenbahn von der Hafenstadt Lobito über Benguela ins Landesinnere bis zur damaligen Endstation der Bahn in Huambo. Zu Beginn der Expedition am 13. Mai 1913, die ins Gebiet der südlichen Ganguela führte, war Schachtzabel mit einem von 18 Ochsen gezogenen „Burenwagen“ (vierrädriges Fuhrwerk) unterwegs, der mit zwei Tonnen Gepäck beladen war. Dabei hatte er außerdem „drei Präzisionsgewehre“, ein Maultier und eine „Begleitmannschaft“. Auf manchen Strecken war er anstelle der Ochsen mit 50 bis 60 Trägern unterwegs, die er mit Mühe von den Ngonyelu (Bantu-Gruppe in Südangola) rekrutiert hatte. Für einige spätere Abstecher nahm er einen Reitochsen oder ein Maultier. Im Gebiet der Chokwe angekommen, entließ er seine Ngonyelu-Träger, die erst im November wieder bei ihm eintrafen. Bis dahin war er den ganzen Sommer ohne Verbindung zur Außenwelt. Auf dem Rückweg konnte er ein Zusammentreffen mit 500 zu den Ovambo gehörenden Kwanyama vermeiden, die sich auf einem Kriegszug befanden. Als er für einen Monat in einem Dorf bei den Nyemba (Untergruppe der Ganguela) Station machte, erhielt er Mitte September die Nachricht vom Ausbruch des Ersten Weltkrieges, worauf er sich sofort zur nächsten Bahnstation in Ganda begab und mit der Benguelabahn nach Benguela an die Küste zurückkehrte. Dort traf er am 22. Oktober 1914 ein. Anlass für die Verhaftung Schachtzabels wegen Spionageverdachts Anfang November war ein Vorfall bei Naulila an der Grenze zwischen Angola und Deutsch-Südwestafrika am 19. Oktober, bei dem fünf Deutsche auf angolanischem Gebiet erschossen wurden, worauf die deutsche Schutztruppe eine Strafexpedition gegen die Festung Cuangar und weitere portugiesische Militärposten unternahm. Schachtzabel war einige Tage interniert, bis er freigelassen wurde und mit dem Schiff am 17. Dezember 1914 in Lissabon ankam.
Für den Hauptzweck seiner Reise, die Sammlung von Ethnographika, führte Schachtzabel zwei Plattenkameras und, um Tonaufzeichnungen zu machen, Wachswalzen für den Phonographen mit. In einem Brief an Ankermann vom Januar 1915 erwähnt Schachtzabel 1117 gesammelte ethnographische Objekte, 418 Fotos und mindestens 44 bespielte Wachswalzen. In den Wirren des Ersten Weltkrieges kam nur ein Teil der Sammlung, die durch zahlreiche Hände gegangen war, in Berlin an und dort wurden sämtliche Fotoplatten und ein beträchtlicher Teil der Objekte im Zweiten Weltkrieg zerstört. Schachtzabels Fotografien bildeten die erste systematische, fotografische Dokumentation der Kultur Angolas. Erhalten blieben die von Schachtzabel unterwegs erstellten Listen der Objekte. Eine Aufnahme mit Chorgesang der Ngangala (Nkangella) auf einer Wachswalze von 1913 in der Sammlung des Berliner Phonogrammarchivs wurde 1963 veröffentlicht.
In Angola musste Schachtzabel ferner einen Teil seiner Tagebücher zurücklassen. Ursprünglich hatte er geplant, nach seiner Rückkehr in Berlin zwei Bücher zu veröffentlichen. Eines sollte ein „volkstümlicher Reisebericht“ für eine allgemeine Leserschaft werden und eines war als „wissenschaftliche Veröffentlichung“ vorgesehen. Weil seine jahrelangen Bemühungen, die verstreute Sammlung und die fehlenden Aufzeichnungen wiederzuerlangen, weitgehend erfolglos blieben, konnte er dieses Vorhaben nicht verwirklichen. Schließlich brachte er nur ein Werk heraus, das im Wesentlichen aus einem unterhaltenden Reisebericht besteht, in den einzelne Kapitel mit sachlichen, ethnologischen Beschreibungen eingeflochten sind.
Beatrix Heintze gab 1995 Schachtzabels Werk mit einigen Kürzungen als „integrierte Quellenedition“ neu heraus. Dabei lässt sie allzu persönliche und (ab)wertende Abschnitte der Reiseerzählung weg – wie Jan Vansina (1996) vermutet, um potentielle afrikanische Leser nicht abzuschrecken – und ergänzt stattdessen im Text Schachtzabels nachgelassene Notizen und Fotos von Objekten aus seiner Sammlung. Sie begründet diese Vorgehensweise damit, dass weder die Reiseerzählung noch die unveröffentlichten Texte für sich genommen eine kritische Quellenedition rechtfertigen würden. Durch diese „Rekonstruktion“ solle der Gesamtnachlass Schachtzabels in den neuen Sinnzusammenhang einer zeitüberdauernden ethnographischen Quelle gebracht werden.

## Publikationen
- Die Siedlungsverhältnisse der Bantu-Neger. In: Internationales Archiv für Ethnographie, Supplement zu Band 20, S. 1–79, E. J. Brill, Leiden 1911 (Dissertation)
- Die Eingeborenen Süd-Angolas und ihre kolonial-politische Bedeutung. In: Koloniale Rundschau, Band 12, 1920, S. 204–208
- Im Hochland von Angola. Studienreise durch den Süden Portugiesisch-West-Afrikas. Deutsche Buchwerkstätten, Dresden 1923
- Angola. Forschungen und Erlebnisse in Südwestafrika. Die Buchgemeinde, Berlin 1926 (weitgehend textidentisch mit der Ausgabe von 1923, einige ethnographische Details ausgelassen, dafür Kapitel Angola unter portugiesischer Herrschaft, S. 174–186, ergänzt, Vorwort und Schlussbemerkung geändert, andere Auswahl der Fotos)